# Bandera de Breda
La bandera oficial de Breda té la següent descripció:
Bandera apaïsada, de proporcions dos d'alt per tres de llarg, tricolor vertical, vermell; groc, amb la cabra negra de l'escut, d'alçària 13/32 de la del drap i amplària 11/48 de la llargària del mateix drap, al centre; i negre.
Va ser aprovada el 6 de setembre de 2006 i publicada en el DOGC el 27 de setembre del mateix any amb el número 4727.